# Messac (Charente-Maritime)
Messac to miejscowość i gmina we Francji, w regionie Nowa Akwitania, w departamencie Charente-Maritime.
Według danych na rok 1990 gminę zamieszkiwało 127 osób, a gęstość zaludnienia wynosiła 18 osób/km² (wśród 1467 gmin regionu Poitou-Charentes Messac plasuje się na 866. miejscu pod względem liczby ludności, natomiast pod względem powierzchni na miejscu 989.).